# Michal Greguš
Michal Greguš (22. prosince 1926, Zbehy, Československo – 30. ledna 2002, Bratislava, Slovensko) byl slovenský matematik a profesor na Fakultě matematiky, fyziky a informatiky Univerzity Komenského v Bratislavě, které byl i prvním děkanem. Zabýval se především diferenciálními rovnicemi vyšších řádů. Byl jedním ze zakladatelů matematického časopisu Acta Mathematica Universitatis Comenianae a autorom více než 80 vědeckých článků. V roce 1961 založil Seminář z diferenciálních rovnic, který existuje dodnes.

## Vybraná knižní díla
- M. Greguš: Lineárna diferenciálna rovnica tretieho rádu. Veda, 1981.
- M. Greguš: Third Order Linear Differential Equations. D. Reidel Publishing, 1987.
- M. Greguš, M. Švec a V. Šeda: Obyčajné diferenciálne rovnice. Alfa, 1985.